# Aphoebantus chilensis
Aphoebantus chilensis är en tvåvingeart som beskrevs av Hall 1976. Aphoebantus chilensis ingår i släktet Aphoebantus och familjen svävflugor. Inga underarter finns listade i Catalogue of Life.